# 函南駅
函南駅（かんなみえき）は、静岡県田方郡函南町大竹にある、東海旅客鉄道（JR東海）東海道本線の駅である。駅番号はCA01。
運行形態の詳細は「東海道線 (静岡地区)」を参照。

## 概要

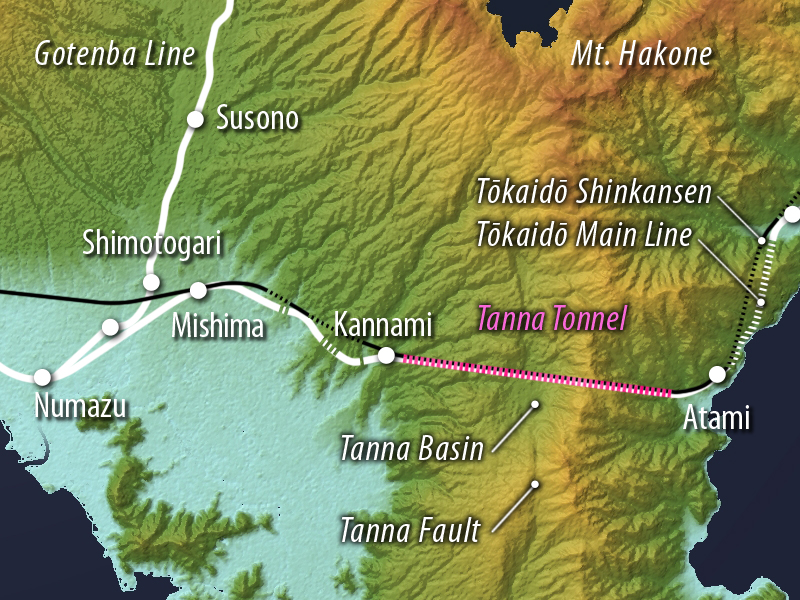
駅周辺の地図

函南町の北東の外れに位置し、函南町の中心部から離れた場所にある。静岡県内にある東海道本線の駅としては唯一、町に所在する駅である。
丹那トンネルの西口にあり、このトンネルが開通した1934年（昭和9年）12月に駅は開業した。
現在の停車列車は普通列車のみである。1996年（平成8年）3月に特急列車に格上げされるまでは、急行「東海」1号・4号が停車していた。

## 歴史
丹那トンネル建設計画が発表された際、この地への駅の設置予定は無かったが、運転上重要な場所であるため信号場が設置されることになった。しかし、函南村（函南町の前身）が請願を行った結果、信号場では無く駅が開設された。

### 年表
- 1934年（昭和9年）12月1日：鉄道省東海道本線熱海 - 沼津間新線（丹那トンネル経由）開通に伴い開業、旅客・貨物営業開始[2]。
- 1971年（昭和46年）10月1日：貨物取扱廃止[3]。
- 1984年（昭和59年）2月1日：荷物扱い廃止[3]。
- 1987年（昭和62年）4月1日：国鉄分割民営化に伴い、JR東海の駅となる[3]。
- 2008年（平成20年）3月1日：ICカード「TOICA」の利用範囲が当駅まで拡大。ただし静岡方面のみ利用可能で、熱海駅との間は使用出来ない。
- 2014年（平成26年）3月24日：バリアフリー整備が完了し、新たにエレベーターと多機能トイレの設備が使用開始[4]。
- 2021年（令和3年）3月13日：熱海駅方面においてICカード「TOICA」の利用が可能となる[5][6]。

## 駅構造
島式ホーム1面2線を有する地上駅。ホームの無い待避線（副本線）も上下1本ずつ敷設されている。また保線車両用の側線が上り線北側に設けられている。三島方・熱海方それぞれに渡り線も設置されており、工事臨時列車や軌道検測車の折り返しに使われている。
駅舎は構内南側にあり、木造平屋建てで開業当時からのものだが、リニューアルされている。駅舎内には、JR全線きっぷうりばや自動券売機、ICチャージ機、待合室、自動改札機設置。
旅客列車・貨物列車を問わず列車本数が多いため、運転業務を取扱う運転取扱駅となっている。また、駅員が終日配置される直営駅（駅員配置駅）であるが、三島駅の管理下にあり、管理駅長は配置されず地区駅長が配置される。

### のりば
| 番線 | 路線       | 方向 | 行先           |
| ---- | ---------- | ---- | -------------- |
| 1    | 東海道本線 | 下り | 沼津・静岡方面 |
| 2    | 東海道本線 | 上り | 熱海・東京方面 |

（出典：JR東海:駅構内図）

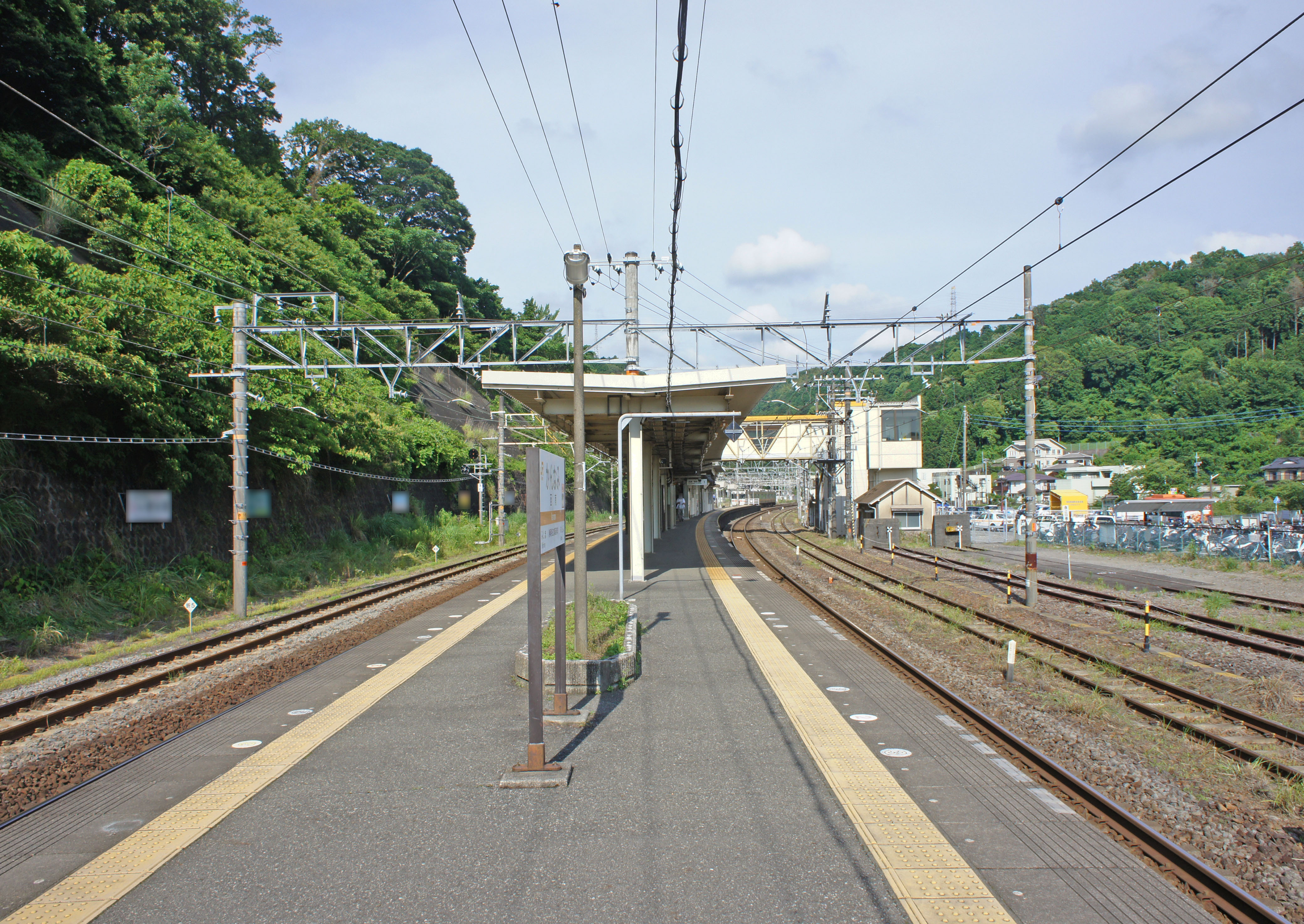
ホーム（2022年6月）
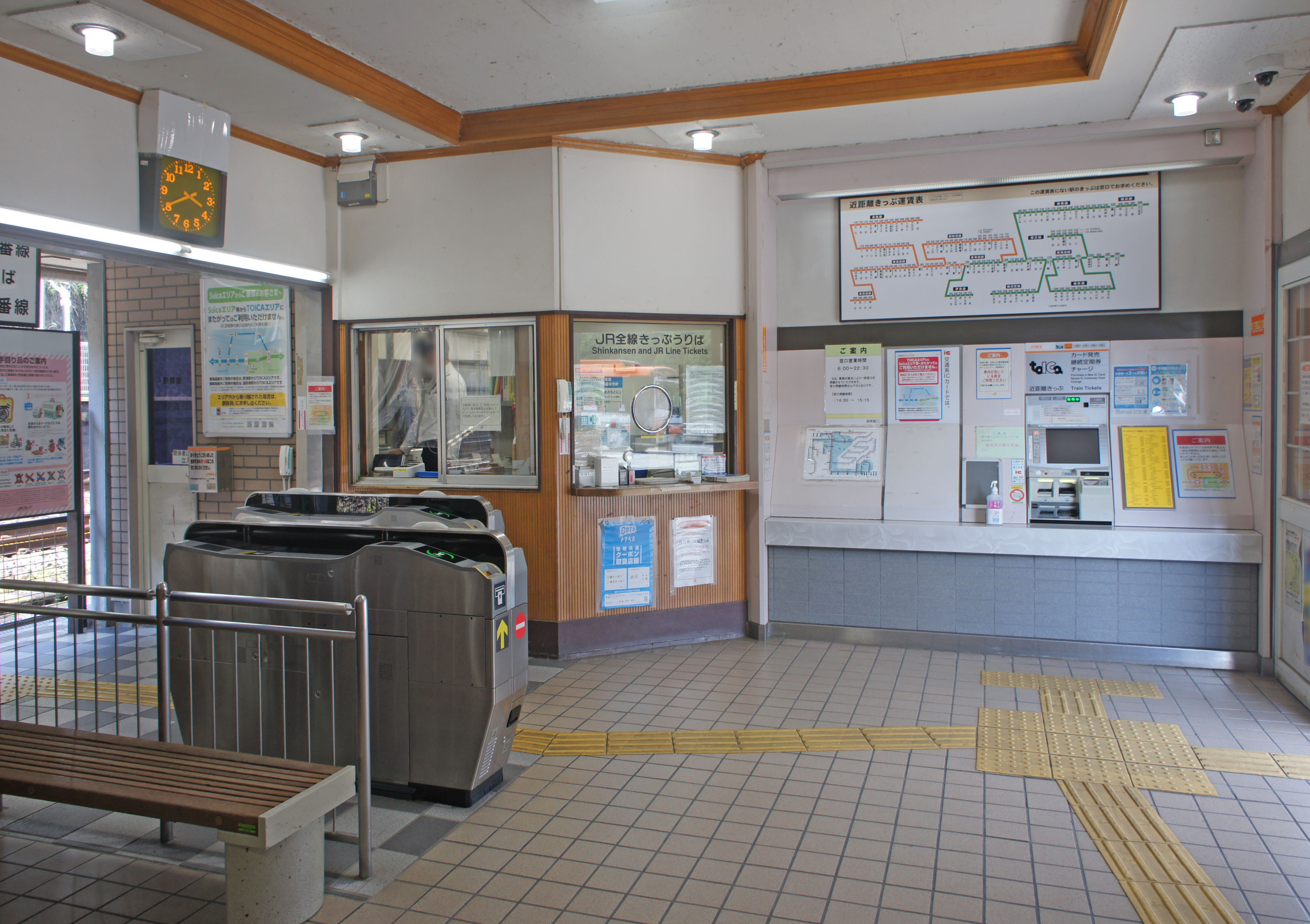
改札口（2022年6月）

## 利用状況
JR東海の移動等円滑化取組報告書によると、2023年度（令和5年度）の1日平均乗降人員は2,985人である。
1993年度（平成5年度）以降の推移は以下のとおりである。
| 乗車人員推移       | 乗車人員推移     | 乗車人員推移     |
| 年度               | 1日平均 乗車人員 | 出典             |
| ------------------ | ---------------- | ---------------- |
| 1993年（平成05年） | 2,214            | [ # 1 ]          |
| 1994年（平成06年） | 2,205            | [ # 2 ]          |
| 1995年（平成07年） | 2,231            | [ # 3 ]          |
| 1996年（平成08年） | 2,310            | [ # 4 ]          |
| 1997年（平成09年） | 2,289            | [ # 5 ]          |
| 1998年（平成10年） | 2,192            | [ # 6 ]          |
| 1999年（平成11年） | 2,169            | [ # 7 ]          |
| 2000年（平成12年） | 2,105            | [ # 8 ]          |
| 2001年（平成13年） | 2,084            | [ # 9 ]          |
| 2002年（平成14年） | 2,105            | [ # 10 ]         |
| 2003年（平成15年） | 2,087            | [ # 11 ]         |
| 2004年（平成16年） | 2,115            | [ # 12 ]         |
| 2005年（平成17年） | 2,130            | [ # 13 ]         |
| 2006年（平成18年） | 2,119            | [ # 14 ]         |
| 2007年（平成19年） | 2,131            | [ # 15 ]         |
| 2008年（平成20年） | 2,154            | [ # 16 ]         |
| 2009年（平成21年） | 2,067            | [ # 17 ]         |
| 2010年（平成22年） | 2,026            | [ # 18 ]         |
| 2011年（平成23年） | 1,983            | [ # 19 ]         |
| 2012年（平成24年） | 1,973            | [ # 20 ]         |
| 2013年（平成25年） | 1,981            | [ # 21 ]         |
| 2014年（平成26年） | 1,880            | [ * 1 ] [ # 22 ] |
| 2015年（平成27年） | 1,864            | [ * 1 ] [ # 23 ] |
| 2016年（平成28年） | 1,858            | [ * 1 ] [ # 24 ] |
| 2017年（平成29年） | 1,857            | [ * 2 ] [ # 25 ] |
| 2018年（平成30年） | 1,824            | [ * 2 ] [ # 26 ] |
| 2019年（令和元年） | 1,758            | [ * 2 ] [ # 27 ] |
| 2020年（令和02年） | 1,178            | [ * 2 ] [ # 28 ] |
| 2021年（令和03年） | 1,304            | [ * 2 ] [ # 28 ] |

## 駅周辺

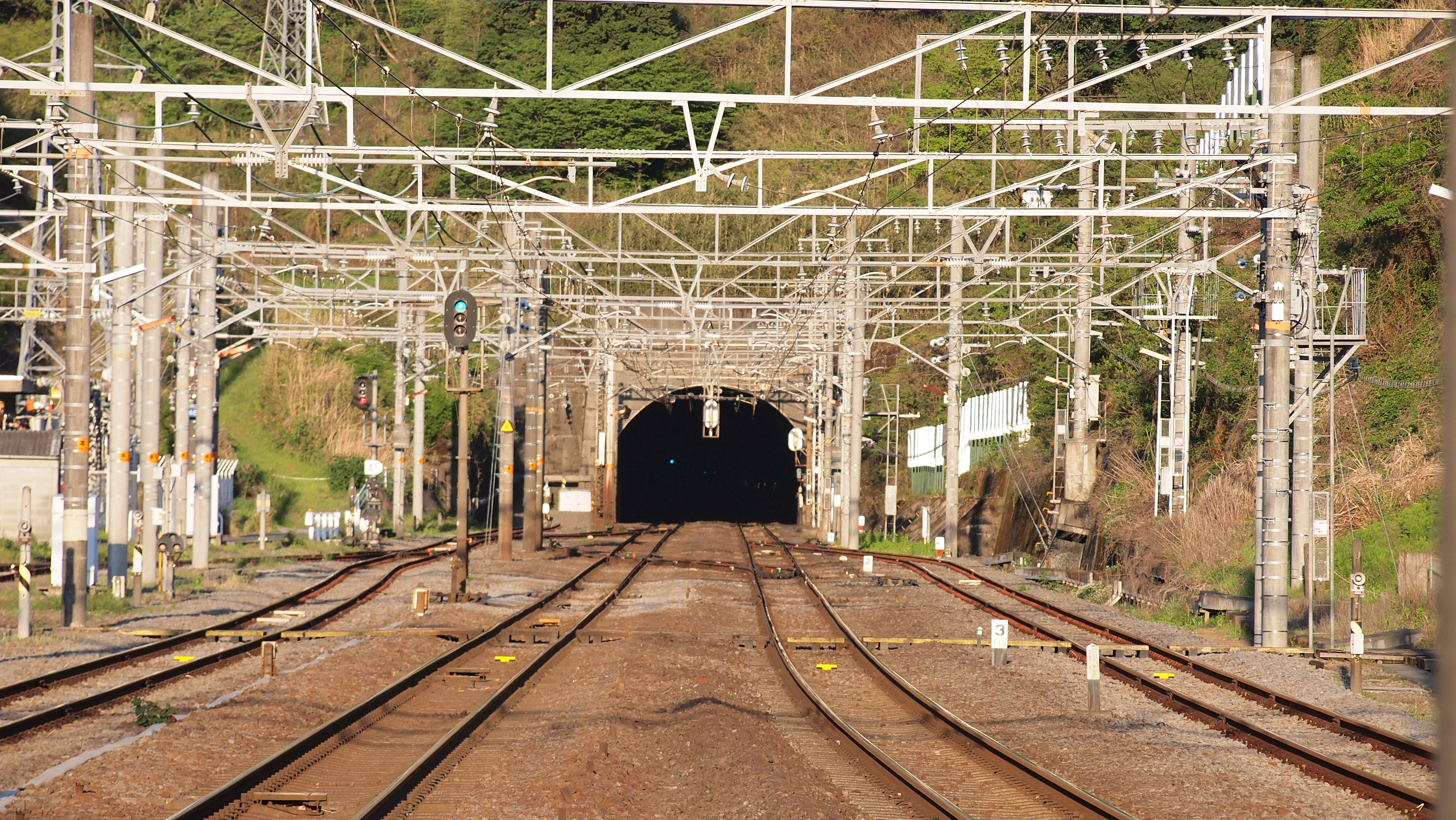
函南駅より丹那トンネル坑口を望む

駅の周辺は函南市街の北東の外れである。駅近くには無料の駐輪場がある他、多くの月極有料駐車場があり、通勤・通学客に利用されている。駅前からは伊豆箱根バスなどのバスや、伊豆箱根鉄道系列の伊豆箱根タクシー、函南タクシーといったタクシーが発着する。
また駅から1kmほど南西に行った函南町上沢には「新幹線」という地名がある（北緯35度06分13秒 東経138度57分36秒 / 北緯35.10361度 東経138.96000度）。その由来は一帯が東海道新幹線建設の際の作業員居住地区であったからだと言われる。また、その周辺には「幹線上」「幹線下」という名の伊豆箱根バスのバス停留所もある。
駅の東側にはすぐ丹那トンネルの坑口がある。坑口近くにはトンネル工事の犠牲者の碑もある（丹那隧道工事殉職者慰霊碑）。この他、駅周辺にある施設や史跡を以下に示す。
- 三島警察署 大竹警察官駐在所
- 函南駅前郵便局
- JA三島函南大竹支店
- 北条宗時・工藤茂光の墓
- かんなみ仏の里美術館

## バス路線
駅前には「函南駅」停留所があり、以下のバスが運行されている。
- 伊豆箱根バス（三島営業所）
  - 函11・函12：畑毛温泉
  - 函21・函22：大場駅
- 東海バス（沼津営業所）
  - ダイヤランド別荘地
- 無料送迎バス・スクールバス
  - NTT東日本伊豆病院
  - 伊豆平和病院・伊豆函南病院
  - 静岡県立韮山高等学校
- 駅前には伊豆箱根タクシー、函南タクシーが停泊している。

## 隣の駅
東海旅客鉄道（JR東海）
 東海道本線
熱海駅 (CA00) - 函南駅 (CA01) - 三島駅 (CA02)

### 記事本文